# 過酸化ウラニル
過酸化ウラニル または 過酸化ウランはウランの過酸化物で、組成式 UO4·nH2O で表される淡黄色で可溶性の固体である。核燃料サイクルにおいて、濃縮ウランの表面やイオン交換システムを通したイエローケーキなどで見られる。組成式は
UO3·(H2O2)·(H2O) とも書かれ、三酸化ウラン水和物の UO3·nH2O とよく似ている（訳注：過酸化ウラニルでは、三酸化ウラン水和物中の水が放射性分解した際に過酸化水素が生じてウランを酸化している）。どちらも水溶性は水和数（n=0 - 4）に大きく影響を受ける。過酸化ウランの大きな特徴として、平均空気力学的放射能中央径が約1.1マイクロメートルの小さな針状結晶となることが挙げられる。
過酸化ウラニル鉱物のシュトゥット石 UO4·4H2O とメタシュトゥット石 UO4·2H2O は現在までに知られている唯一の過酸化物鉱物である。